# Nyctibora brunnea
Nyctibora brunnea är en kackerlacksart som först beskrevs av Carl Peter Thunberg 1826.  Nyctibora brunnea ingår i släktet Nyctibora och familjen småkackerlackor. Inga underarter finns listade i Catalogue of Life.